# リナト・ダサエフ
リナト・ダサエフ（露: Ринат Файзрахманович Дасаев; Rinat Fayzrakhmanovich Dasayev, 1957年6月13日-）は旧ソビエト連邦出身の元同国代表サッカー選手。ポジションはゴールキーパー。1980年代のソ連と世界を代表するゴールキーパーである。

## 経歴
FCスパルタク・モスクワでは ソ連リーグで2度の優勝を誇る。その後、ペレストロイカの影響で選手の国外移籍が解禁になると1988-89シーズンにスペインのセビージャFCへ移籍するが振るわず、翌シーズン限りで現役を引退した。
ソ連代表には1979年に代表デビューを果たすと、1982年、1986年、1990年と3度のワールドカップに出場する。1988年の欧州選手権では準優勝、1980年のモスクワオリンピックでは3位に貢献した。代表では引退までに97試合に出場している。これはオレグ・ブロヒンの最多出場記録に次ぐものである。
2004年にFIFA100（ペレが選ぶ偉大なサッカー選手100人）に選出されている。
バロンドール投票では1982年～1983年に2年連続6位を記録し(1983年は同じくキーパーのジャン＝マリー・プファフとの同点)、それを含めてキーパーとしての最高位を4度経験している。
二次リーグ敗退に終わった1982 FIFAワールドカップでは全試合にフル出場し、一次リーグで4失点するも、二次リーグは2試合とも無失点に抑え、MVP投票ではキーパーとして最高の8位に入った。

## タイトル

### 代表
- モスクワオリンピック 銅メダル

### クラブ
- ソビエト連邦リーグ：2回 (1979, 1987)

### 個人
- IFFHS選定世界最優秀GK：1回 (1986)
- ソ連最優秀GK：6回 (1980, 1982, 1983, 1985, 1987, 1988)